# متنزه ينابيع ساراتوجا الحكومي
متنزه ينابيع ساراتوجا الحكومي، تبلغ مساحته 2,379 أكر (9.63 كـم2) متنزه حكومي الواقعة في مقاطعة ساراتوجا، نيويورك في الولايات المتحدة. يقع المتنزه في مدينة ساراتوجا سبرينجز بالقرب من الولايات المتحدة 9 ونيويورك 50.
تحتوي الأراضي على ينابيع معدنية وحمامات كلاسيكية ومنازل سبا ومركز ساراتوجا للفنون المسرحية.

## تاريخ
جذبت المنطقة، التي أصبح جزء منها المتنزه، اهتمام قبائل الموهوك وإيروكوا من الأمريكيين الأصليين للصيد وينابيع المياه المعدنية. كان الاسم الأمريكي الأصلي للمنطقة كاياديروسيراز. أول استخدام مسجل لهذه الينابيع كان من قبل السير ويليام جونسون أثناء الحرب الفرنسية والهندية، والذي تم إحضاره إلى ساراتوجا للتعافي من الجروح.
في القرن التاسع عشر، تمت زيارة المنطقة كثيرًا بسبب آثارها الطبية المزعومة. قام رجال الأعمال بحفر الآبار وتعبئة المياه المعدنية للبيع، كما قامت شركات الغاز ببيع الكربونات لنوافير الصودا. في عام 1907، تم إعداد المسرح لحماية الينابيع في دعوى قضائية ضد فرانك هاثورن ضد. مصحة الدكتور سترونج ، التي أظهرت أن الضخ في بئر واحد قلل من تدفق المياه في الآبار في جميع أنحاء المدينة.  صادقت المحكمة على العلاقة بين الآبار وعندما توقف الدكتور سترونج عن الضخ، استأنف تدفق المياه في بئر السيد هاثورن التدفق الطبيعي. في عام 1908، عندما كانت الينابيع تنضب، أصدرت جمعية نيويورك أمرًا قضائيًا بعدم ضخ المياه؛ لكن تم تجاهل الأمر الزجري. في عام 1909، وقع الحاكم تشارلز إيفانز هيوز على مشروع قانون جعل الينابيع في ساراتوجا محمية رسمية.
في الثلاثينيات من القرن الماضي، مؤسسة تمويل إعادة الإعمار لتطوير الحمامات والمرافق البحثية وقاعة المشروبات. تم تصميم محمية ساراتوجا بممرات متدرجة تهدف إلى المساعدة في إعادة تأهيل المصابين بأمراض القلب. بعد أن تم الترحيب بالمحاربين القدامى في الحرب العالمية الثانية كجزء من إعادة تكيفهم وبدأ الناجون من الهولوكوست في استخدام الحمامات كجزء من عملية الشفاء. 
تم تسمية المنتجع الصحي بحديقة عامة في عام 1962. تم إعلانه معلمًا تاريخيًا وطنيًا في عام 1987، لخصائصه الطبيعية والمعمارية، ودوره كموضوع لتدابير الحفظ المبكرة.
في عام 2007، أكد مسوؤلوا الدولة أن المياه المعدنية «النقية» المستخدمة في الحمامات العامة في المتنزه الحكومي كانت تختلط بالفعل مع مياه الصنبور من مصدر قريب.

## ميزات المتنزه

### الينابيع

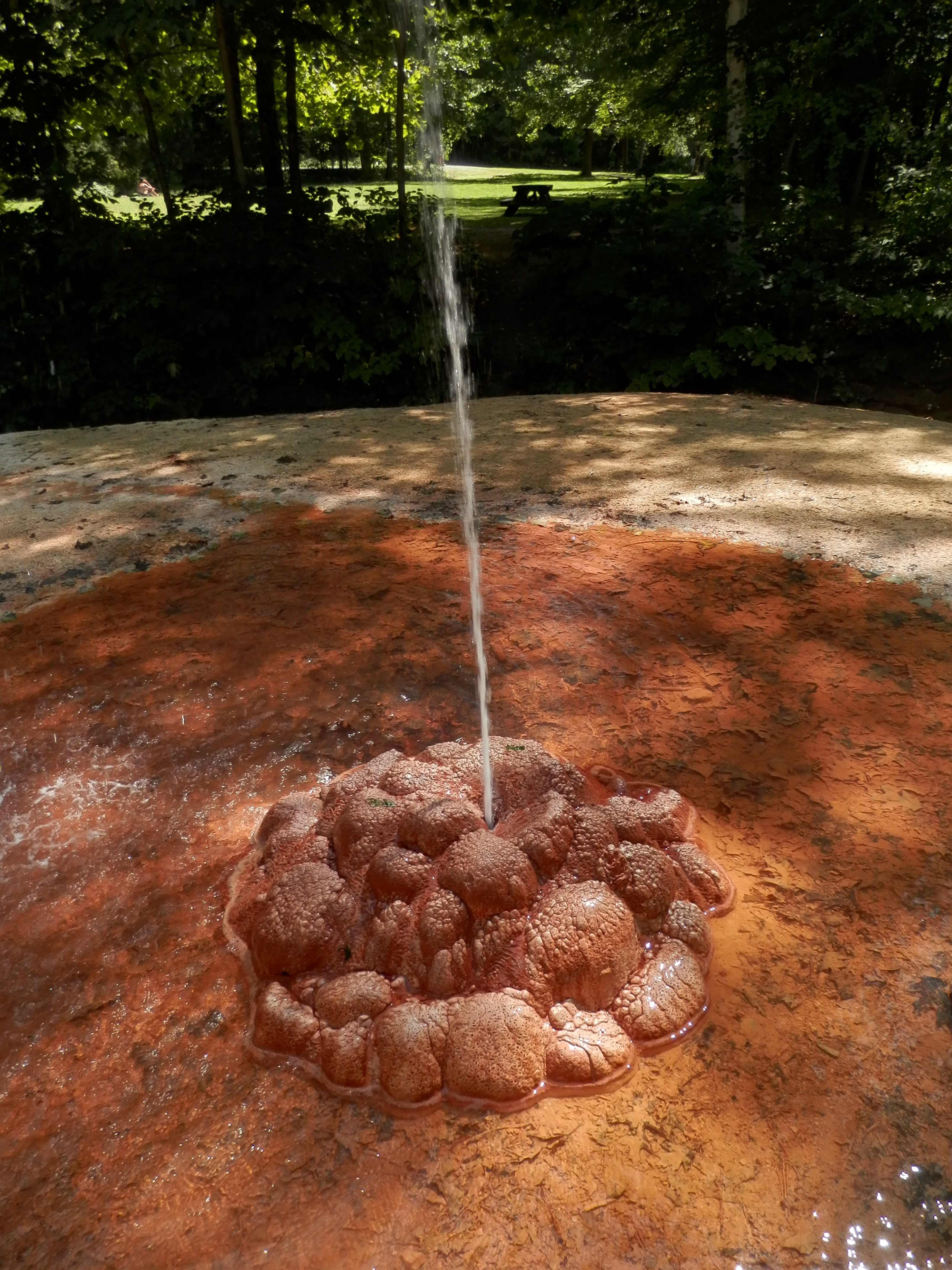
Spouter جزيرة Geyser في عام 2015

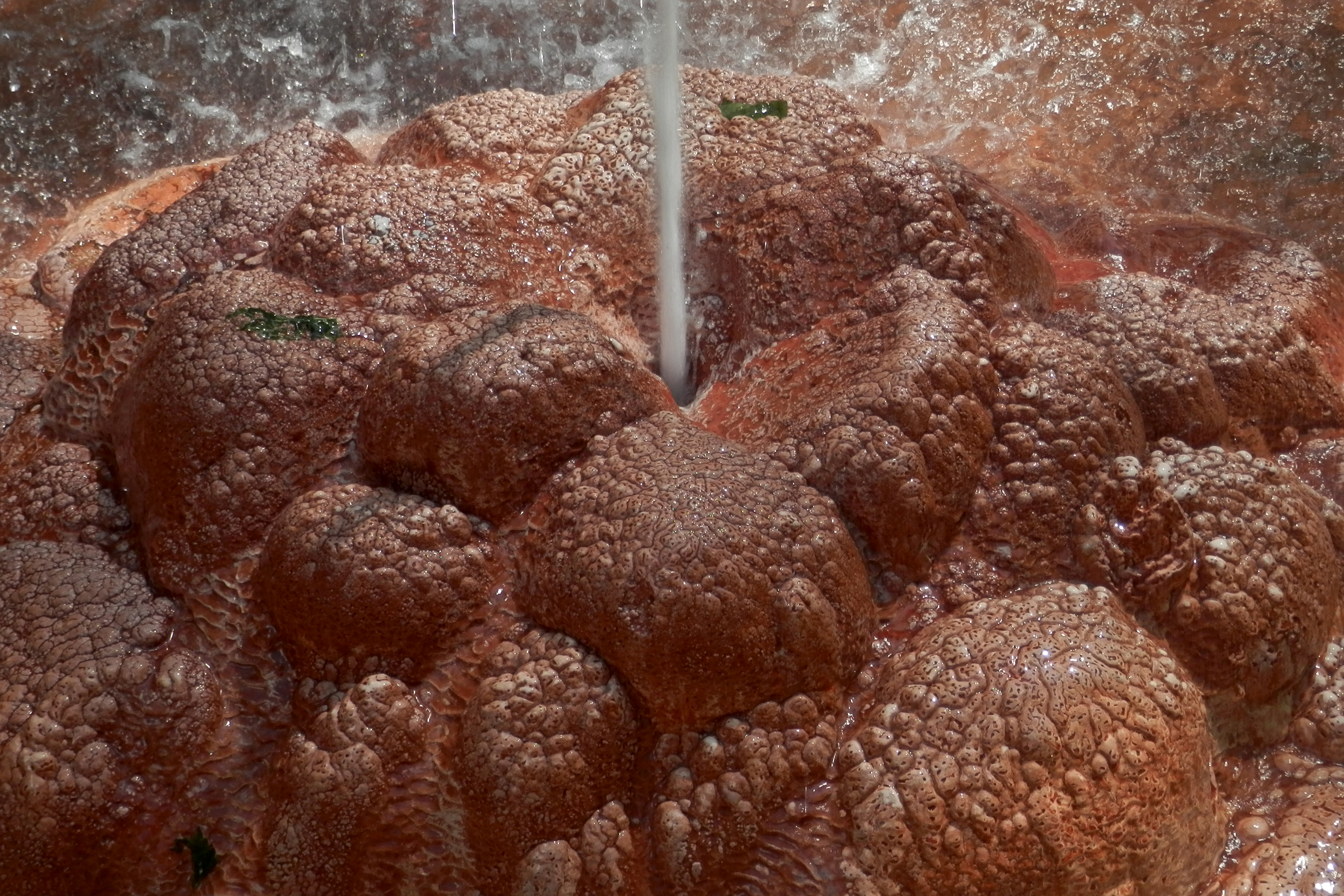
تفاصيل رواسب التوفا في قاعدة Geyser Island Spouter

منطقة ساراتوجا سبرينجس بها وتنفث النشطة فقط السخانات الشرقي من نهر المسيسيبي في الولايات المتحدة. تنشأ الينابيع المعدنية التي تشتهر بها المنطقة من شقوق في صدع ساراتوجا الذي يمتد 65 ميل (105 كـم) من وايتهول إلى ألباني. المياه الغازية التي تنفث في الينابيع والسخانات غنية بالمعادن والأملاح.
اثنان من أكثر الينابيع زيارة اليوم هما سباوتر جزيرة جيسير وأوريندا سبرينج، على طول جيسير كريك.سبوتر. الذي يرسل عمودًا ضيقًا من الماء من 10 إلى 15 قدم (3 إلى 5 م) في الهواء، ظهر لأول مرة في أوائل القرن العشرين. منذ ذلك الوقت، قامت بإيداع المعادن التي تنمو رواسب طوفة 2 بوصة (5 سـم) في السنة. وقد خلق أوريندا الربيع ضخمة توفا القبة، التي لا تزال تحجر أوراق الشجر وغيرها من الحطام لأنها تنمو.

### الأماكن والمتاحف

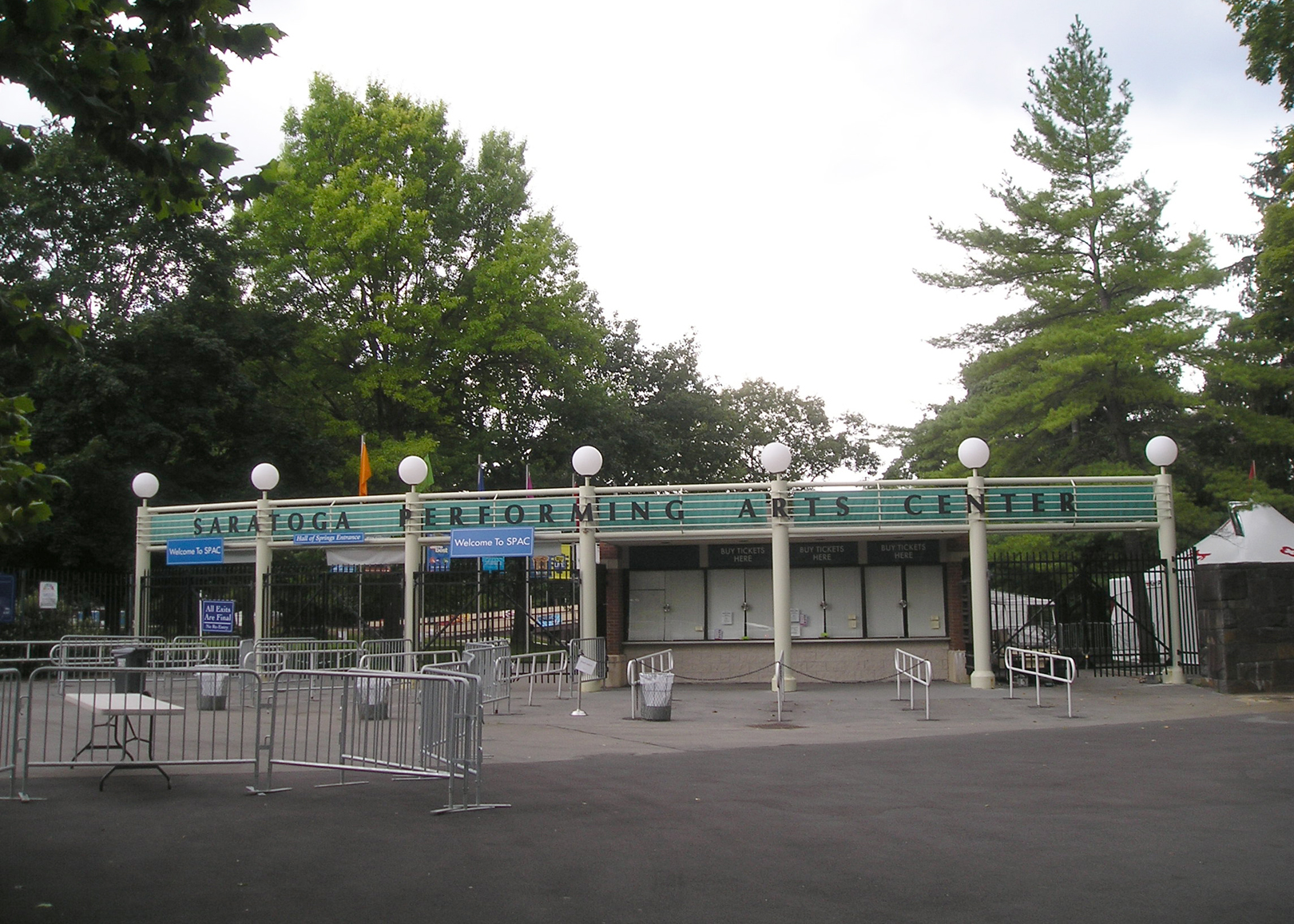
بوابات دخول مركز ساراتوجا للفنون المسرحية

يستضيف المتنزه المسرح والأحداث الأخرى. كان مركز ساراتوجا للفنون المسرحية، الواقع في حدائق الولاية، موطنًا صيفيًا لأوركسترا فيلادلفيا وباليه مدينة نيويورك منذ عام 1966. يبلغ طول مدرج سباك 110 قدم (34 م) مرتفع، ويجلس في وعاء طبيعي منحني تحده أشجار الصنوبر الكبيرة. يتسع المدرج لـ 5100 شخص ويمكن للعشب أن يستوعب 25000 شخص إضافي.
يحتوي المتنزه على مسرح سبا ليتل الذي يستضيف مسرحيات على مدار العام. يقع مسرح سبا ليتل على الجانب الشمالي من مكتب الحديقة.
يعد المتنزه أيضًا موطنًا للمتحف الوطني للرقص وقاعة الشهرة، ومتحف ساراتوجا للسيارات، وحمامات وسبا لينكولن المعدنية، ومنتجع وسبا جيديون بوتنام.

### الترفيه
يوفرمتنزه ينابيع ساراتوجا سبا الحكومية مجموعة متنوعة من الفرص الترفيهية، والتي يتطلب بعضها رسوم دخول صغيرة.
يتوفرالعديد من حمامات السباحة في المتنزه «تجمع منقطع النظير» عبارة عن مجمع من ثلاثة حمامات سباحة، بما في ذلك مسبح للأطفال، ومنزلقات مائية، وحوض سباحة أولمبي بدون عمق. «فيكتوريا بول» هو حمام سباحة أصغر يقع بالقرب من ملعب الجولف وتحيط به أروقة مغطاة. تم بناؤه عندما تم تشييد مباني الحديقة الأصلية. كان منزل الحمام في الطرف الشمالي وكان منزل الجولف في الطرف الجنوبي. اليوم تم تحويل منزل الجولف السابق إلى مطعم.
يحتوي المتنزه أيضًا على ملاعب تنس وملعبين للغولف ومناطق للنزهات وحفر حدوة حصان وملاعب سوفت بول وملاعب كرة طائرة. تم تجهيز العديد من أجنحة النزهة بالكهرباء وجميعها بالقرب من دورات المياه.

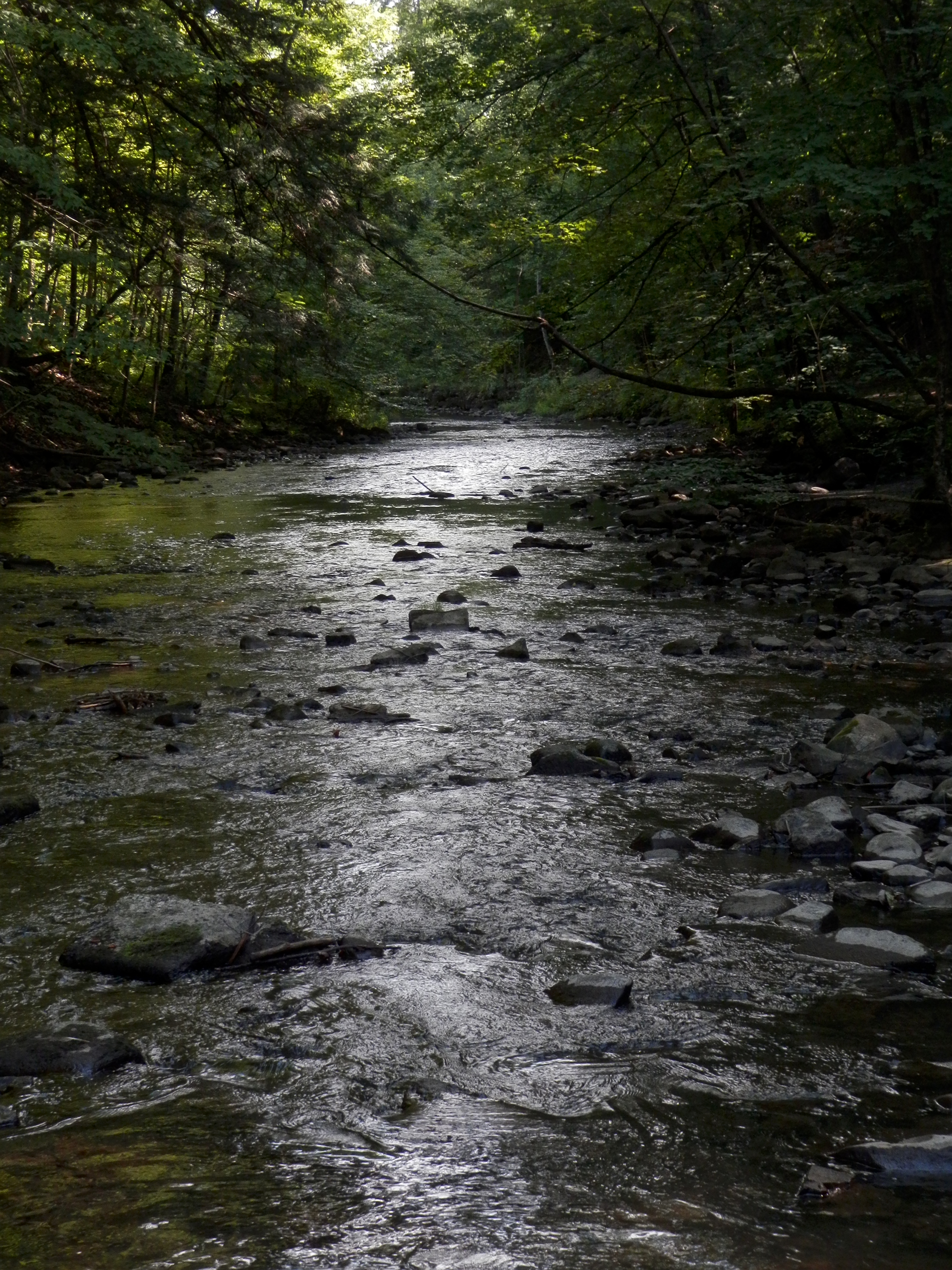
منظر لخور جيسير داخل حديقة ساراتوجا سبرينجز الحكومية

يقع امتداد جدول جيسير في المتنزه ويوفر فرصًا لصيد الأسماك. توجد أيضًا مسارات للمشي لمسافات طويلة والمشي بالأحذية الثلجية داخل المتنزه. يستضيف المتنزه التزلج على الجليد في الشتاء وبرامج تفسيرية على مدار العام. كما تستضيف بطولة ولاية نيويورك السنوية للقسم 2 عبر الضاحية.
- متنزه حصن نياجرا الحكومي
- متنزه معسكر هيرو الحكومي
- متنزه مونتوك داونز الحكومي

## روابط خارجية
- New York State Parks: Saratoga Spa State Park

- 2009 Saratoga Spa State Park Master Plan

- Saratoga Performing Arts Center
- National Museum of Dance & Hall of Fame
- Saratoga Automobile Museum